# 白沙铺站
白沙铺站，位于中华人民共和国湖北省黄石市阳新县白沙镇，是武九客运专线上的高铁站，2017年6月12日开通启用，由武汉铁路局管辖。

## 車站周邊
- 白沙中学
- 中国电信白沙吴东城营业厅

## 歷史
- 2017年6月12日开通启用。

## 外部連結
- 中国铁路客户服务中心 （页面存档备份，存于）